# Iglesia del Espíritu Santo (Valga)
La Iglesia del Espíritu Santo o bien la Iglesia católica de Valga  (en estonio: Valga katoliku kiriko Valga Pühavaimu kirik) es el nombre que recibe un edificio religioso que pertenece a la Iglesia católica y que se encuentra en la calle 8  Malev de Valga en el país europeo de Estonia. La iglesia ha sido clasificada como monumento cultural y patrimonial por lo que esta protegida.
Es un edificio de estilo neogótico que fue construido en granito y ladrillo y decorado con ladrillos rojos. Entre los Constructores estaban trabajadores del ferrocarril de Lituania y Polonia. La iglesia fue terminada en 1907. La torre no fue concluida porque las autoridades no dieron permiso para construirla.
La iglesia operó hasta 1940. Desde 1945, el edificio fue utilizado como almacén y más tarde como un gimnasio. En 1995 se completó una extensión y remodelación, y volvió a ser utilizado como sitio de culto.
Debido a la diversidad de nacionalidades que componen la congregación ofrece misas en Estonio y Ruso, los sábados y domingos y días de fiesta católicos.

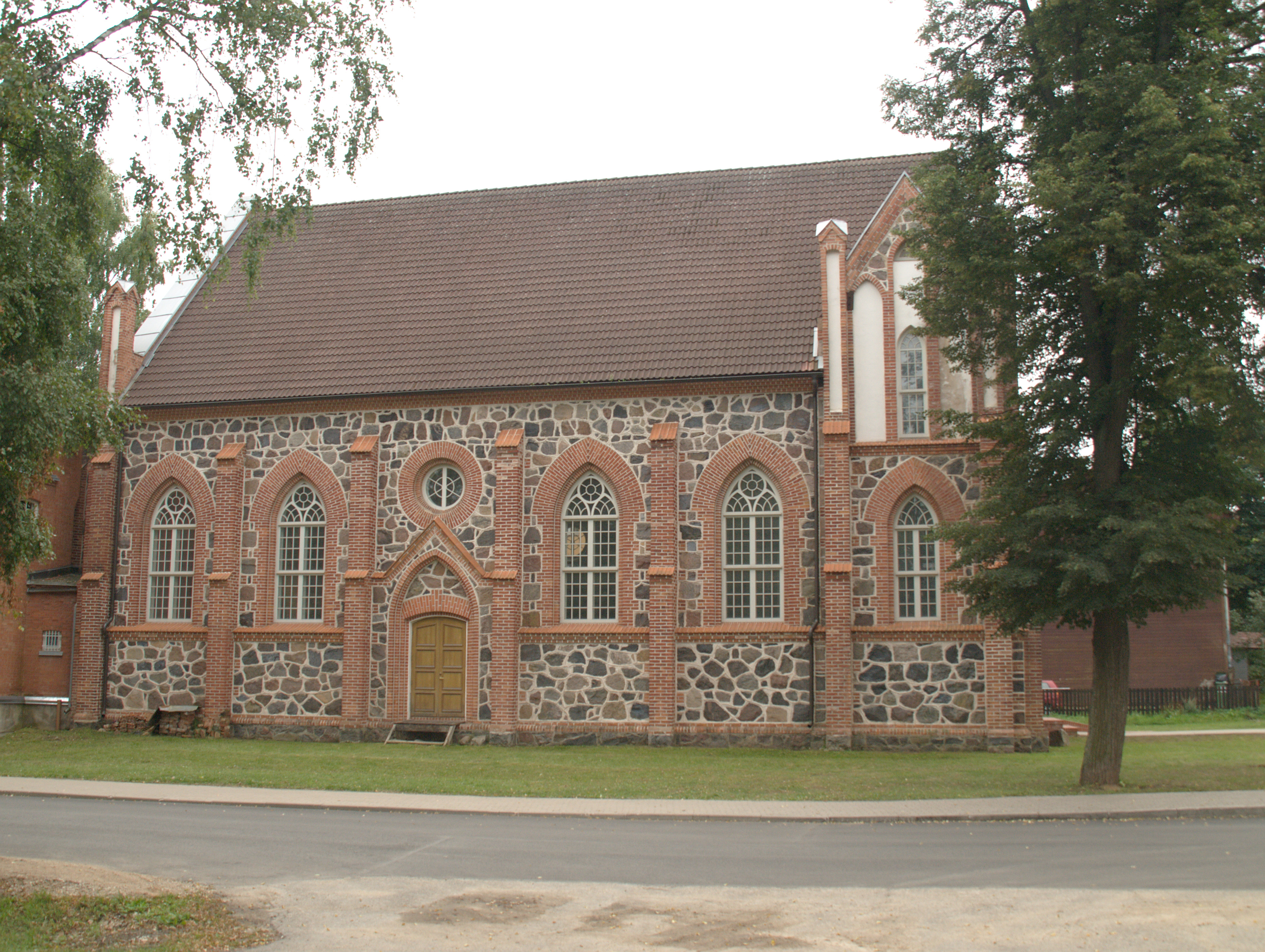
Vista lateral del templo